# Abbaye de Praglia
L’abbaye de Praglia est un monastère bénédictin situé dans la campagne padouane, au pied du mont Lonzina ( Monts Euganéens ) dans la commune de Teolo, près d'Abano Terme. Il abrite actuellement la Bibliothèque nationale, un monument national italien. La communauté compte actuellement 49 moines. L'église abbatiale de Santa Maria Assunta a été élevée par le pape Pie XII en février 1954 à la dignité de basilique mineure.

## Histoire
Fondée en 1080, elle était à l'origine connue sous le nom de Pratalia (de prato, le pré) et a joué pendant longtemps un rôle fondamental dans l'économie agricole de la campagne padouane. En 1124, l'abbaye est rattachée au monastère bénédictin de Polirone, puis devint autonome en 1304.
À partir de 1469, l'abbaye est complètement reconstruite. En 1490, s'ajoute à l'édifice la Chiesa dell'Assunta (l'église de l'Assomption), construite selon les plans de Tullio Lombardo (puis radicalement transformée par Andrea Moroni).
En 1810, l'abbaye fait partie des suppressions napoléoniennes qui frappent de nombreuses églises de la région. Le "Polyptyque de Praglia", œuvre des peintres de la Renaissance Giovanni d'Alemagna et Antonio Vivarin, est alors transféré à la Pinacoteca di Brera .
En 1834, l'abbaye est restaurée par Francesco I, empereur d'Autriche, puis en 1904, le lieu de culte est restitué aux bénédictins.
Aujourd'hui, la bibliothèque de l'abbaye, qui compte 120 000 volumes, s'est spécialisée dans la restauration de livres anciens.

## Intérieur
L'abside a été construite vers 1530 par Domenico Campagnola. À l'intérieur des murs, le monastère est divisé en quatre cloîtres, surnommés le cloître double, le cloître botanique, le cloître suspendu et le cloître rustique (où étaient stockés les outils de travail agricole).
Le cloître botanique, où étaient cultivées les plantes, est bordé d'une alternance de colonnes de marbre rouge et de pierre blanche.
Le cloître suspendu avait, lui, pour but de récolter l'eau de pluie dans une grande citerne, grâce à l'inclinaison du terrain. Le cloître se trouve donc surélevé pour laisser place à la citerne. De là, on accède aux principales salles du monastère : l'église, le réfectoire, l'ancienne bibliothèque et la salle capitulaire.